# Тронти, Марио
Марио Тронти (итал. Mario Tronti; 24 июля 1931, Рим — 7 августа 2023) — итальянский философ-марксист и политик, член сначала Итальянской коммунистической партии, позже — Демократической партии левых сил и Демократической партии, депутат парламента (1992—1994) и сенатор (2013—2018), теоретик автономизма и операизма.

## Биография
Будучи членом коммунистической партии, в 1961 году вместе с профсоюзным активистом и теоретиком Раньеро Панцьери основал журнал «Quaderni Rossi» («Красные тетради»). В 1963 году вышел из состава редакции и начал издавать собственный журнал «Classe operaia» (Рабочий класс), ставший главным теоретическим органом будущих деятелей «операизма». В 1970-х преподавал в Сиенском университете. С 1992 по 1994 был депутатом по списку Демократической партии левых сил. С 2004 — президент Центра реформы государства. С 2013 по 2018 год — сенатор по списку Демократической партии.
Умер 7 августа 2023 года в возрасте 92 лет.

## Идейное наследие
На страницах журнала «Classe operaia», главным редактором которого был Тронти, критически анализировали традиционные формы организации рабочего движения (партии и профсоюзы) и выступали за непосредственную связь с классом и борьбой в стенах заводов и фабрик. Практическая борьба и ее теоретическое осмысление должны были связываться между собой без посредничества формальных организаций. Это означало идеологический разрыв с компартией, хотя формально из ее рядов Тронти никогда не выходил.
Написанная под влиянием Гальвано делла Вольпе и его варианта «сциентистского марксизма», книга Тронти «Рабочие и капитал» (1966) имела большое влияние на рабочее и студенческое движение 1960—1970-х как в Италии, так и за ее пределами.
Ослабление в рабочем движении стихийных элементов к концу 1960-х — началу 1970-х заставило Тронти пересмотреть свои взгляды: отныне он будет отдавать предпочтение политическим реформам, а в области теории пытаться совместить в новом синтезе взгляды Карла Маркса и Карла Шмитта. В этот период он издает журнал «Laboratorio politico» (Политическая лаборатория). Тексты 1990—2000-х пропитаны пессимизмом относительно современной политики и критикой демократии.

## Произведения
- Рабочие и капитал (Operai e capitale, 1966)
- Об автономии политического (Sull’autonomia del politico, 1977)
- Время политики (Il tempo della politica, 1980)